# تشارلز جي. جونز
تشارلز جي. جونز (بالإنجليزية: Charles G. Jones)‏ هو سياسي أمريكي، ولد في 3 نوفمبر 1856 في غرين أب في الولايات المتحدة، وتوفي في 29 مارس 1911 في جونس في الولايات المتحدة. حزبياً، نشط في الحزب الجمهوري. وقد انتخب عضو مجلس نواب أوكلاهوما.